# José Touré
José Touré (Nancy, 24 april 1961) is een Frans voormalig professioneel voetballer die tussen 1979 en 1990 als middenvelder actief was voor FC Nantes, Girondins Bordeaux en AS Monaco. In 1983 debuteerde hij in het Frans voetbalelftal en hij speelde uiteindelijk zestien interlands met daarin vier doelpunten.

## Clubcarrière
Touré speelde in de jeugdopleiding van FC Nantes en maakte bij die club zijn debuut als professioneel voetballer. Op 19 oktober 1979 debuteerde hij tijdens een wedstrijd tegen SC Bastia. Tijdens zijn eerste seizoen in de hoofdmacht, was hij direct onderdeel van een team dat de Franse landstitel binnenhaalde. Na afloop van het seizoen 1986/87 lijkt hij te vertrekken naar Racing Club of Paris Saint-Germain, maar de twee clubs uit de Franse hoofdstad trekken hun aanbiedingen voor de middenvelder in. Later die zomer besluit Girondins Bordeaux hem wel over te nemen. Bij deze club speelt hij twee seizoenen, voor hij aangekocht wordt door AS Monaco. Na afloop van het seizoen 1989/90 besluit Touré een punt te zetten achter zijn actieve loopbaan.

## Clubstatistieken
| Seizoen | Club               | Competitie | Competitie | Competitie | Beker | Beker | Internationaal | Internationaal | Totaal | Totaal |
| Seizoen | Club               | Competitie | Wed.       | Dlp.       | Wed.  | Dlp.  | Wed.           | Dlp.           | Wed.   | Dlp.   |
| ------- | ------------------ | ---------- | ---------- | ---------- | ----- | ----- | -------------- | -------------- | ------ | ------ |
| 1979/80 | FC Nantes          | Division 1 | 10         | 4          | 1     | 0     | 4              | 2              | 14     | 6      |
| 1980/81 | FC Nantes          | Division 1 | 18         | 8          | 3     | 3     | 4              | 0              | 25     | 11     |
| 1981/82 | FC Nantes          | Division 1 | 28         | 13         | 0     | 0     | 1              | 0              | 29     | 13     |
| 1982/83 | FC Nantes          | Division 1 | 37         | 13         | 8     | 3     | —              | —              | 45     | 16     |
| 1983/84 | FC Nantes          | Division 1 | 18         | 5          | 5     | 3     | 2              | 0              | 25     | 8      |
| 1984/85 | FC Nantes          | Division 1 | 27         | 6          | 6     | 2     | —              | —              | 33     | 8      |
| 1985/86 | FC Nantes          | Division 1 | 27         | 7          | 1     | 1     | 8              | 3              | 26     | 11     |
| 1986/87 | Girondins Bordeaux | Division 1 | 13         | 5          | 9     | 4     | 4              | 2              | 26     | 11     |
| 1987/88 | Girondins Bordeaux | Division 1 | 32         | 9          | 1     | 0     | 5              | 1              | 38     | 10     |
| 1988/89 | AS Monaco          | Division 1 | 24         | 4          | 1     | 0     | 3              | 2              | 28     | 6      |
| 1989/90 | AS Monaco          | Division 1 | 22         | 0          | 1     | 0     | 6              | 0              | 29     | 0      |
| Totaal  | Totaal             | Totaal     | 256        | 74         | 36    | 16    | 37             | 10             | 329    | 100    |

## Interlandcarrière
Zijn debuut voor het Frans voetbalelftal maakte Touré op 23 april 1983, toen in een vriendschappelijke wedstrijd met 4–0 verloren werd van Joegoslavië. Na een doelpunt van Yvon Le Roux en twee treffers van Dominique Rocheteau tekende Touré, die van bondscoach Michel Hidalgo in de basis mocht beginnen, voor de vierde en beslissende treffer. Elf minuten voor het einde van het duel werd hij gewisseld ten faveure van Bernard Genghini. De middenvelder was met de Franse ploeg actief op het voetbaltoernooi van de Olympische Spelen van 1984. Tijdens dit toernooi won de Franse ploeg de finale en dat leverde Touré een bijbehorende gouden medaille.
| Interlands van José Touré voor Frankrijk | Interlands van José Touré voor Frankrijk | Interlands van José Touré voor Frankrijk   | Interlands van José Touré voor Frankrijk | Interlands van José Touré voor Frankrijk | Interlands van José Touré voor Frankrijk |
| №                                        | Datum                                    | Wedstrijd                                  | Uitslag                                  | Competitie                               | Goals                                    |
| Als speler van FC Nantes                 | Als speler van FC Nantes                 | Als speler van FC Nantes                   | Als speler van FC Nantes                 | Als speler van FC Nantes                 | Als speler van FC Nantes                 |
| ---------------------------------------- | ---------------------------------------- | ------------------------------------------ | ---------------------------------------- | ---------------------------------------- | ---------------------------------------- |
| 1                                        | 23 april 1983                            | Frankrijk – Joegoslavië                    | 4 – 0                                    | Vriendschappelijk                        | 74'                                      |
| 2                                        | 31 mei 1983                              | België – Frankrijk                         | 1 – 1                                    | Vriendschappelijk                        |                                          |
| 3                                        | 29 februari 1984                         | Frankrijk – Engeland                       | 2 – 0                                    | Vriendschappelijk                        |                                          |
| 4                                        | 21 november 1984                         | Frankrijk – Bulgarije                      | 1 – 0                                    | WK 1986 kwalificatie                     |                                          |
| 5                                        | 3 april 1985                             | Joegoslavië – Frankrijk                    | 0 – 0                                    | WK 1986 kwalificatie                     |                                          |
| 6                                        | 2 mei 1985                               | Bulgarije – Frankrijk                      | 2 – 0                                    | WK 1986 kwalificatie                     |                                          |
| 7                                        | 21 augustus 1985                         | Frankrijk – Uruguay                        | 2 – 0                                    | Vriendschappelijk                        | 56'                                      |
| 8                                        | 11 september 1985                        | Duitse Democratische Republiek – Frankrijk | 2 – 0                                    | WK 1986 kwalificatie                     |                                          |
| 9                                        | 30 oktober 1985                          | Frankrijk – Luxemburg                      | 6 – 0                                    | WK 1986 kwalificatie                     | 24'                                      |
| 10                                       | 16 november 1985                         | Frankrijk – Joegoslavië                    | 2 – 0                                    | WK 1986 kwalificatie                     |                                          |
| Als speler van Girondins Bordeaux        |                                          |                                            |                                          |                                          |                                          |
| 11                                       | 29 april 1987                            | Frankrijk – IJsland                        | 2 – 0                                    | EK 1988 kwalificatie                     |                                          |
| 12                                       | 12 augustus 1987                         | West-Duitsland – Frankrijk                 | 2 – 1                                    | Vriendschappelijk                        |                                          |
| 13                                       | 9 september 1987                         | Sovjet-Unie – Frankrijk                    | 1 – 1                                    | EK 1988 kwalificatie                     | 13'                                      |
| 14                                       | 14 oktober 1987                          | Frankrijk – Noorwegen                      | 1 – 1                                    | EK 1988 kwalificatie                     |                                          |
| 15                                       | 27 januari 1988                          | Israël – Frankrijk                         | 1 – 1                                    | Vriendschappelijk                        |                                          |
| Als speler van AS Monaco                 |                                          |                                            |                                          |                                          |                                          |
| 16                                       | 7 februari 1989                          | Ierland – Frankrijk                        | 0 – 0                                    | Vriendschappelijk                        |                                          |

## Erelijst
| Competitie         |           |                  |           |           |
| Competitie         | Aantal    | Jaren            |           |           |
| FC Nantes          | FC Nantes | FC Nantes        | FC Nantes | FC Nantes |
| ------------------ | --------- | ---------------- | --------- | --------- |
| Division 1         | 2         | 1979/80, 1982/83 |           |           |
| Girondins Bordeaux |           |                  |           |           |
| Division 1         | 1         | 1986/87          |           |           |
| Coupe de France    | 1         | 1986/87          |           |           |
| Frankrijk –23      |           |                  |           |           |
| Olympische Spelen  | 1         | 1984             |           |           |